# ベン・ジョイス
ベン・ジョイス（英語: Ben Joyce, 本名：ベンジャミン・アラン・ジョイス（Benjamin Alan Joyce、2000年9月17日 - ）は、アメリカ合衆国テネシー州ノックスビル出身のプロ野球選手（投手）。MLBのロサンゼルス・エンゼルス所属。右投右打。愛称はミスター105、火炎放射器。

## 経歴

### プロ入り前
テネシー州のノックスビルで育ち、ファラガット高等学校に進学した。高校では、1年で身長が20cm伸びた影響による成長痛に苦しみ、高校2年生のシーズンでは登板がなかった。卒業後の2019年にウォルターズ州立コミュニティカレッジ短期大学に進学した。
大学2年目に初登板を果たすと、3勝1敗、防御率4.79の成績を残したが、同年秋にトミー・ジョン手術を受けた。2年目のシーズンが終わると、双子のザックと共にテネシー大学に編入した。
編入後の大学3年目のシーズンでは、前年に受けた手術の影響で登板がなかった。4年目のシーズンでは、100mph（約161km/h）を超える速球を投げ、注目を集めた。
2022年には、105.5mph（約169.8km/h）の速球を投げ、大学野球史上最速の記録となった。7月18日にMLBドラフト3巡目（全体89位）でロサンゼルス・エンゼルスから指名を受けた。

### プロ入りとエンゼルス時代
2022年7月22日に契約金100万ドルで契約してプロ入り。プロ入り後は、AA級のロケットシティ・トラッシュパンダズでプロデビューを果たした。
2023年は開幕をAA級ロケットシティで迎え、5月28日にマット・ムーアの故障者リスト入りに伴い、AAA級のソルトレイク・ビーズを飛び級してメジャーに昇格した。5月29日にシカゴで行われたホワイトソックス戦の7回に登板してメジャーデビューを果たし、ギャビン・シーツからMLB初奪三振も記録した。5試合に登板した後、6月10日に尺骨神経炎のため故障者リスト入りした。 7月27日に60日間の故障者リストに移されたが9月10日に復帰。計12試合に登板し、10イニングを投げた。防御率5.40という結果に終わったが、失点をしたのはわずかに2試合だった。
2024年はスプリングトレーニングに招待されたが、8試合に登板して防御率8.59と結果を出せず、開幕はAA級ロケットシティで迎えた。6月2日にリード・デトマーズのAAA級降格に伴いメジャー昇格。昇格直後は防御率が22.50まで悪化するも6月14日のサンフランシスコ・ジャイアンツ戦から8月3日のニューヨーク・メッツ戦まで18登板連続無失点を達成するなど、チームの中継ぎ投手の柱として活躍した。8月3日には自身初セーブも記録。9月7日に右肩の炎症により15日間の故障者リスト入りするまで計31試合に登板し、防御率2.08という前年からの成長を大いに感じられる結果であった。
2025年は5試合で4回と2/3イニングを投げたところで、5月14日に右肩の手術を受けるためにシーズン全休が発表された。

## 投球スタイル
最速105.5mph（約169.8km/h）を記録するフォーシームと、スプリットとシンカーを組み合わせた球種''スプリンカー''を中心に、変化球はスライダーの他にチェンジアップも稀に投げる。

## 人物
ザック (Zach) というベンの4分後に誕生した双子の弟がいる。ザックも97mph（約156km/h）の速球を投げる投手としてプレーしていたが、トミー・ジョン手術を受けた。一時は野球を離れたと報じられたが、2022年ドラフト14巡目(全体414位)で兄と同じくロサンゼルス・エンゼルスから指名され契約を結んだ。しかし、入団後も怪我を多発したことから、2025年1月16日をもって退団した。2023年度にA級インランドエンパイアで11登板し、0勝1敗、防御率2.53という結果だった。

## 詳細情報

### 年度別投手成績
| 年 度    | 球 団    | 登 板 | 先 発 | 完 投 | 完 封 | 無 四 球 | 勝 利 | 敗 戦 | セ 丨 ブ | ホ 丨 ル ド | 勝 率 | 打 者 | 投 球 回 | 被 安 打 | 被 本 塁 打 | 与 四 球 | 敬 遠 | 与 死 球 | 奪 三 振 | 暴 投 | ボ 丨 ク | 失 点 | 自 責 点 | 防 御 率 | W H I P |
| -------- | -------- | ----- | ----- | ----- | ----- | -------- | ----- | ----- | -------- | ----------- | ----- | ----- | -------- | -------- | ----------- | -------- | ----- | -------- | -------- | ----- | -------- | ----- | -------- | -------- | ------- |
| 2023     | LAA      | 12    | 0     | 0     | 0     | 0        | 1     | 1     | 0        | 4           | .500  | 48    | 10.0     | 9        | 1           | 9        | 0     | 1        | 10       | 1     | 0        | 6     | 6        | 5.40     | 1.80    |
| 2024     | LAA      | 31    | 1     | 0     | 0     | 0        | 2     | 0     | 4        | 8           | 1.000 | 142   | 34.2     | 26       | 1           | 14       | 0     | 4        | 33       | 4     | 0        | 8     | 8        | 2.08     | 1.15    |
| MLB：2年 | MLB：2年 | 43    | 1     | 0     | 0     | 0        | 3     | 1     | 4        | 4           | .750  | 190   | 44.2     | 35       | 2           | 23       | 0     | 5        | 43       | 5     | 0        | 14    | 14       | 2.82     | 1.30    |

- 2024年度シーズン終了時

### 年度別守備成績
| 年 度 | 球 団 | 投手（P） | 投手（P） | 投手（P） | 投手（P） | 投手（P） | 投手（P） |
| 年 度 | 球 団 | 試 合     | 刺 殺     | 補 殺     | 失 策     | 併 殺     | 守 備 率  |
| ----- | ----- | --------- | --------- | --------- | --------- | --------- | --------- |
| 2023  | LAA   | 12        | 0         | 0         | 0         | 0         | ----      |
| 2024  | LAA   | 31        | 3         | 1         | 1         | 0         | .800      |
| MLB   | MLB   | 43        | 3         | 1         | 1         | 0         | .800      |

- 2024年度シーズン終了時

### 背番号
- 44（2023年 - ）